# Jasmin (sanger)
Jasmin Kissow, født Britta Kissow, bedre kendt som Jasmin, er en dansk popsangerinde. Hun debuterede med singlen "Mit rette element" den 7. februar 2011 på Copenhagen Records. Sangen har ligget #8 på den danske single-hitliste, og modtog i juni 2011 guld for 15.000 downloads. Jasmin er opvokset i Risskov som datter af en ghanesisk mor. Den 17. oktober 2011 udkom Jasmis anden single, "Løber i stiletter".

## Diskografi

### Singler
- "Mit rette element" (2011)
- "Løber i stiletter" (2011)
- "Lad natten vare evigt" (James Kayn featuring Jasmin) (2012)
- "Repeat" (2012)